# Anghel Mora
Anghel Mora (pe numele său adevărat Mihai Diaconescu, n. 12 mai 1949, Turnu Severin, d. 18 noiembrie 2000, Bucuresti) a fost un regizor de film, scenarist, actor, poet (membru al Uniunii Scriitorilor din România), directorul agenției de publicitate Lettera și cântăreț folk român.
A fost căsătorit cu fiica lui Mircea Malița. A cântat o perioadă de vreme la Cenaclul Flacăra. A fost o victimă a mineriadei din 1990.

## Filmografie

### Regizor
- Aur cat un nasture pe piept (1983)
- Recorduri, lauri, amintiri (1984) - documentar de lung metraj
- Cunună de lauri (1985) - documentar de lung metraj
- Imn pentru primăvara țării (1986) - documentar de lung metraj
- Rezerva la start (1987)[6]
- Flori de gheață (1988)[7]
- Kilometrul 36 (1989)

### Scenarist
- Să mori rănit din dragoste de viață (1984)[8]
- Rezerva la start (1987)
- Flori de gheață (1988)[9]
- Kilometrul 36 (1989)[7]

### Actor
- Balanța (1992)

## Cărți
- Misivă între anotimpuri (1978) Ed. Cartea Românească
- Geometria iluziei (1986) Ed. Cartea Românească
- Oglinzile au două fețe  Ed. Albatros